# Le Pantalon volé
Pour plus de détails, voir Fiche technique et Distribution.
Le Pantalon volé (titre original : Die gestohlene Hose) est un film allemand réalisé par Géza von Cziffra sorti en 1956.

## Synopsis
L'hôtelier viennois Sebastian Wellner et son fils Hans Wellner signalent la disparition de leur domestique Ferdinand Kofler et d'un pantalon dont les poches étaient remplies d'argent liquide. Plus tard, il s'avérera que Ferdinand a été arrêté chez un ami et qu'aucun vol n'est établi.
À la demande de son père, le débonnaire Hans doit apprendre l'hôtellerie au Tyrol. Hans tombe amoureux d'Edith Martens, la nouvelle locataire de son appartement à Vienne. Edith accompagnera temporairement sa tante Amalie, qui est en route pour le Tyrol pour vivre à nouveau au château de Rabenstein après 10 ans d'occupation française. Afin de pouvoir rester proche d'Edith, Hans prend un emploi de domestique chez sa tante Amalie. À sa place, Hans envoie le domestique Ferdinand au Tyrol, où il prend le poste de stagiaire sous le nom de Hans Wellner.

## Fiche technique
- Titre : Le Pantalon volé
- Titre original : Die gestohlene Hose
- Réalisation : Géza von Cziffra assisté de Bruno Knoche
- Scénario : Géza von Cziffra sous le nom de Peter Trenck
- Musique : Michael Jary
- Direction artistique : Ernst Klose, Ernst Schomer
- Costumes : Ingeborg Wienecke
- Photographie : Siegfried Hold, Willy Winterstein
- Son : Heinz Martin
- Montage : Helga Kaminski
- Production : Otto Meissner
- Société de production : Deutsche London-Film
- Société de distribution : Deutsche Film Hansa
- Pays d'origine :  Allemagne de l'Ouest
- Langue : allemand
- Format : Noir et blanc - 1,66:1 - Mono - 35 mm
- Genre : Comédie
- Durée : 87 minutes
- Dates de sortie :
  - Allemagne de l'Ouest : 17 mai 1956.
  - France : 26 juillet 1957[1].

## Distribution
- Heinz Erhardt : Ferdinand Kofler
- Siegfried Breuer jr. : Hans Wellner
- Susanne Cramer : Edith Martens
- Margarete Haagen : Tante Amalie
- Oskar Sima : Sebastian Wellner
- Ruth Stephan : Grete Giesemann
- Peter Weck : Toni von Rabenstein
- Paul Westermeier : Wilhelm Meyer
- Lotte Lang (de) : la cuisinière
- Hubert von Meyerinck : Signore Ricoli
- Beppo Brem (de) : le gendarme
- Joseph Egger : le serveur de l'hôtel
- Rudolf Carl : le concierge